# La Ferrière-sur-Risle
La Ferrière-sur-Risle är en kommun i departementet Eure i regionen Normandie i norra Frankrike. Kommunen ligger i kantonen Conches-en-Ouche som tillhör arrondissementet Évreux. År 2022 hade La Ferrière-sur-Risle 201 invånare.

## Befolkningsutveckling
Antalet invånare i kommunen La Ferrière-sur-Risle
Referens:INSEE